# Achille Petrocelli
Pour les articles homonymes, voir Petrocelli.
Achille Petrocelli, né à Naples, le 18 août 1861, ou le 30 décembre 1862, est un peintre italien, principalement de scènes de genre.

## Biographie
Il est le fils du peintre Vincenzo et le frère cadet d'Arturo Petrocelli. Il a d'abord été l'élève de son père. Il remporte un prix pour un paysage à une  exposition de l'Institut des beaux-arts de Naples, où il élève de Gabriele Smargiassi et Achille Carrillo. Parmi les œuvres d'Achille Petrocelli figurent : Dimmi di sì (grande toile avec des figures peintes de la vie); Tutto per i figli (scène de genre napolitaine, exposée à la Promotrice de Naples, Riposo dei lavoratori et Le odalische (grande toile avec des figures peintes de la vie[Quoi ?]). Il a également peint de nombreux portraits, dont celui du marchese Rafa[Qui ?].